# Catharinea schimperi
Catharinea schimperi är en bladmossart som beskrevs av Brotherus 1905. Catharinea schimperi ingår i släktet Catharinea, klassen egentliga bladmossor, divisionen bladmossor och riket växter. Inga underarter finns listade i Catalogue of Life.